# Список воевод России в 1609 году
Царствование: 1606—1610 — Василий IV Иванович Шуйский
| Года      | Город             | Ф,И,О воеводы                                                                                         | Примечания                                   |
| --------- | ----------------- | --- | -------------------------------------------- |
| 1609      | Белый             | Хованский Иван Колычев Иван                                                                           |                                              |
| 1606-1614 | Верхотурье        | Годунов Степан Степанович Загряжский Алексей Фёдорович Плещеев Иван Михайлович                        | 1-й воевода Голова С 1609 года               |
| 1609      | Владимир          | Левашов Фёдор Васильевич Болховский Иван Дмитриевич Микулин Андрей Андреевич                          | Поочерёдно                                   |
| 1608-1609 | Вологда           | Пушкин Никита Михайлович Воронов Рахманин Макарьевич                                                  | 1-й воевода Дьяк                             |
| 1609      | Воротынск         | Мацнев Иван                                                                                           |                                              |
| 1609-1610 | Вятка             | Ухтомский Михаил Фёдорович Иванов Василий                                                             | 1-й воевода Подьячий                         |
| 1608-1609 | Двинская область  | Милюков-Гусь Иван Васильевич Уваров Илья Иванович                                                     | 1-й воевода Дьяк, казнён                     |
| 1609-1610 | Двинская область  | Приимков-Ростовский Александр Данилович Емельянов Никифор                                             | 1-й воевода Дьяк                             |
| 1608-1609 | Дорогобуж         | Барятинский Яков Петрович Ададуров Семён Григорьевич                                                  |                                              |
| 1609-1611 | Казань            | Морозов Василий Петрович Бельский Богдан Яковлевич Шульгин Никанор Михайлович Дичков Степан Яковлевич | Боярин Дьяк                                  |
| 1609      | Кайгородок        | Дементьев Терентий Клементьев Тимофей                                                                 | Земский судья Староста                       |
| 1609      | Каргополь         | Шапкин Семён                                                                                          |                                              |
| 1609      | Кашин             | Дуров Константин Семёнович Захряпин Михаил                                                            |                                              |
| 1608-1611 | Кетский острог    | Елизаров Григорий Фёдорович                                                                           |                                              |
| 1609      | Корелы            | Мыщецкой Данила Тимофеевич Аврамов Василий Тихонович                                                  |                                              |
| 1609      | Кострома          | Наумов Иван Фёдорович Вельяминов Никита Дмитриевич                                                    | Поочерёдно                                   |
| 1609      | Муром             | Толбузин Василий Алябьев Андрей Семёнович                                                             | Поочерённо                                   |
| 1601-1614 | Нарымский острог  | Хлопов Мирон Тимофеевич                                                                               |                                              |
| 1608-1609 | Нижний Новгород   | Репнин Александр Андреевич Алябьев Андрей Семёнович Семёнов Василий                                   | 1-й влевода Переведён с Мурома Дьяк          |
| 1609      | Новгород Великий  | Скопин-Шуйский Михаил Васильевич                                                                      | Боярин                                       |
| 1609      | Одоев             | Рубец-Мосальский Василий Михайлович (?) Прокофий Захарьевич                                           |                                              |
| 1608-1609 | Пелымский острог  | Годунов Иван Михайлович Ислентьев Пётр Данилович                                                      |                                              |
| 1608-1610 | Соликамск         | Акинфов Фёдор Петрович Романов Наум                                                                   | Приказные люди                               |
| 1609      | Ростов            | Колодкин-Плещеев Матвей Иванович Наумов Иван Фёдорович                                                | 1-й воевода 1-й воевода, с Костромы          |
| 1608-1611 | Смоленск          | Шеин Михаил Борисович Горчаков Пётр Иванович Алексеев Никон Бунаков Иван                              | Боярин Воевода Дьяк                          |
| 1608-1609 | Сольвычегодск     | Извольский Поспел Елисеевич                                                                           |                                              |
| 1609      | Соликамск         | Александров Василий Елисеевич Родионов Борис                                                          | 1-й воевода Целовальник                      |
| 1608-1609 | Суздаль           | Плещеев Фёдор Кириллович                                                                              | Окольничий                                   |
| 1609-1614 | Сургутский острог | Волынский Фёдор Васильевич Благово Иван Владимирович                                                  |                                              |
| 1609-1612 | Тобольский острог | Катырев-Ростовский Иван Михайлович Нащокин Борис Иванович Перфильев Нечай Фёдорович                   | 1-й воевода Воевода Дьяк                     |
| 1602-1614 | Томск             | Волынский Василий Васильевич Новосильцев Михаил Игнатьевич Ржевский Матвей Бартенёв Семён             | 1-й воевода Воевода Голова                   |
| 1609      | Торопец           | Шаховской Фёдор Тарбеев Тимофей                                                                       |                                              |
| 1606-1609 | Туринск           | Годунов Иван Никитич Пущин Роман Андреевич                                                            |                                              |
| 1608-1615 | Тюмень            | Годунов Матвей Михайлович Волынский Семён Иванович                                                    | Боярин Воевода до 1609                       |
| 1609      | Углич             | Ловчиков Матвей                                                                                       |                                              |
| 1606-1610 | Устюг Великий     | Стрешнев Иван Филиппович Копнин Шестой                                                                | 1-й воевода Подьячий                         |
| 1608-1609 | Юрьев Польский    | Болотников Фёдор Михайлович                                                                           |                                              |
| 1609      | Яренск            | Янов Фёдор Осипович                                                                                   |                                              |
| 1608-1609 | Ярославль         | Барятинский Фёдор Петрович                                                                            |                                              |
| 1609      | Ярославль         | Вышеславцев Никита Васильевич                                                                         | 1-й воевода                                  |
| 1609      | Ярославль         | Гагарин Сила Иванович Вышеславцев Никита Васильевич Рязанов Евсей Дмитриевич Озерецкий Иван           | 1-й воевода 2-й воевода 3-й воевода Подьячий |

| Воеводы по полкам  | Воеводы по полкам | Воеводы по полкам |
| Наименование полка | Ф,И,О воеводы     | Примечания        |
| ------------------ | ----------------- | ----------------- |
| Государев полк     |                   |                   |
| Большой полк       |                   |                   |
| Передовой полк     |                   |                   |
| Сторожевой полк    |                   |                   |
| Полк правой руки   |                   |                   |
| Полк левой руки    |                   |                   |

## См.также
- Воевода
- Воеводы русские
- Список глав государств в 1609 году